# Friedrich von Montalban

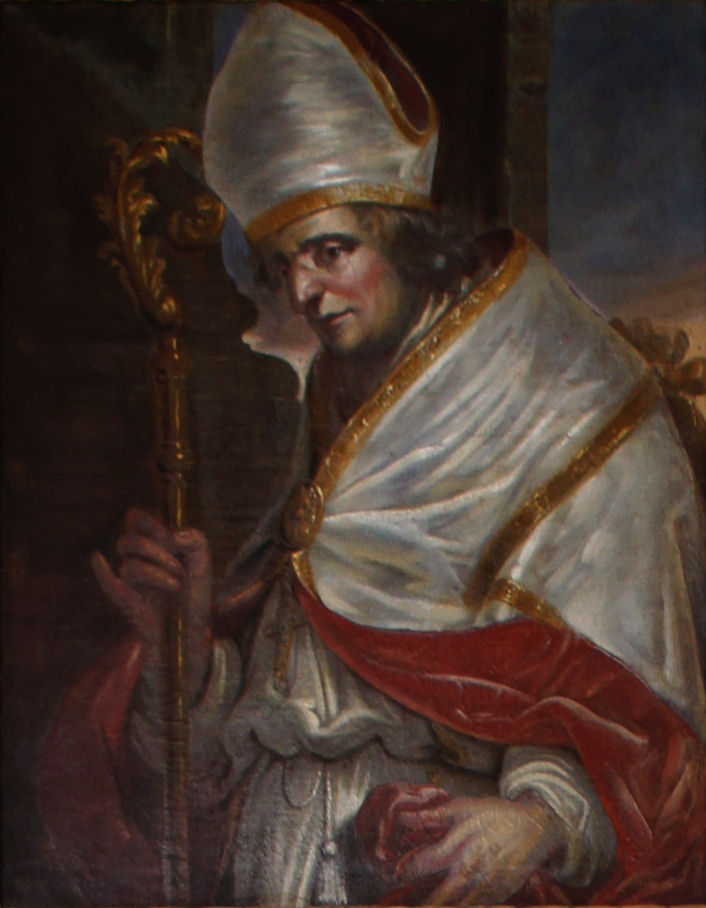
Friedrich von Montalban auf einem Gemälde im Fürstengang Freising

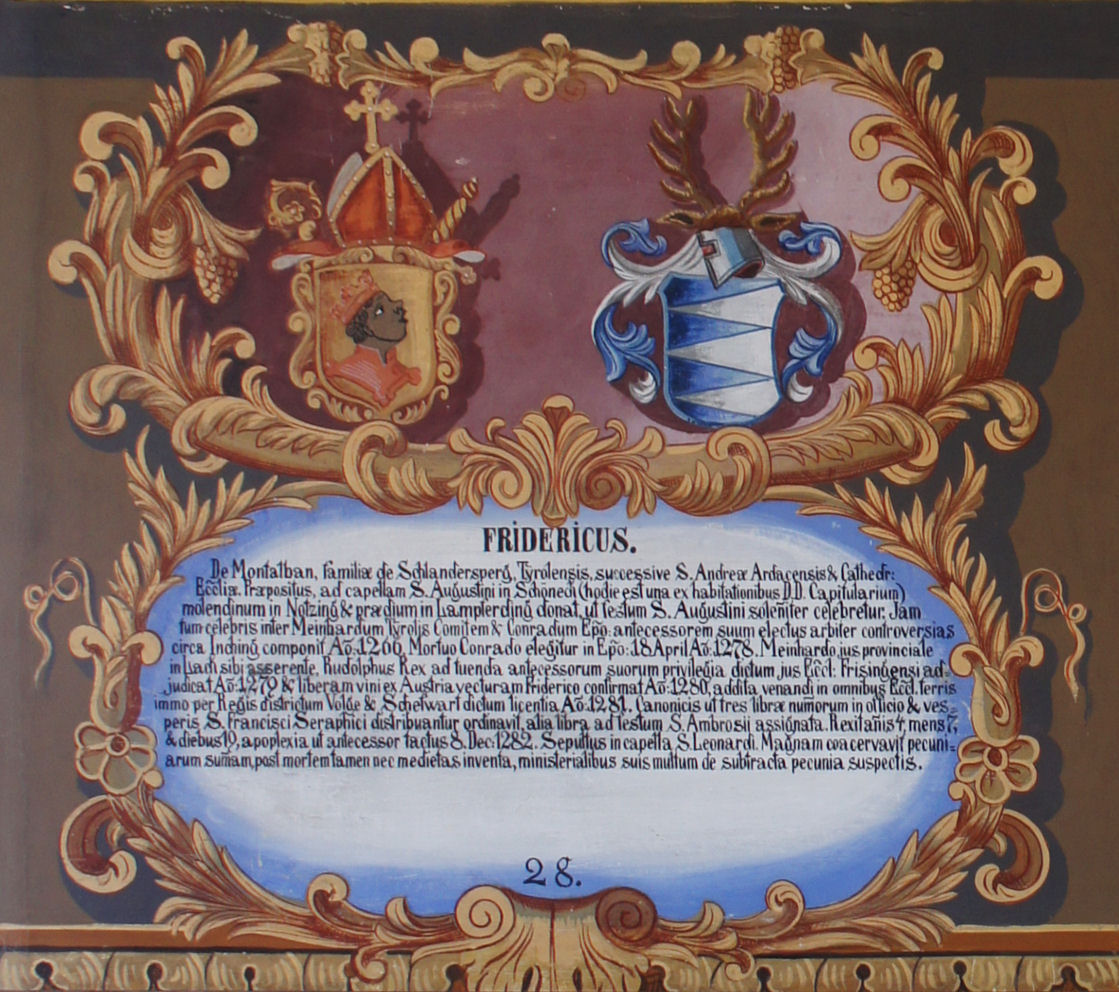
Wappentafel von Friedrich von Montalban im Fürstengang Freising

Friedrich von Montalban († 8. Dezember 1282) war von 1279 bis 1282 der 28. Bischof von Freising.
Die Herren von Montalban werden 1156 erstmals erwähnt und waren Tiroler Ministerialen im Vinschgau. Friedrich von Montalban war unter seinem Vorgänger Bischof Konrad I. bischöflicher Notar. Daneben war er noch – teilweise gleichzeitig – Propst von Schliersee, Propst von Ardagger 1259 bis 1279, Propst von Innichen, Dompropst von Freising, 1261 Domherr zu Trient und Pfarrer von Schlanders. Er wurde vor seiner Berufung zum Bischof von Freising Pfarrer von Hohenkammer und Domherr zu Freising.
Noch vor der Wahl zum Bischof erhoben zwei Kanoniker Einspruch gegen den Kandidaten, da sie Friedrich Mord, Simonie und andere Taten vorwarfen. Die Wahl fand trotzdem statt und endete mit 16 Stimmen für Friedrich und 5 für seinen Gegenkandidaten Emicho Wildgraf von Kyrburg. Beide Parteien gingen nach der Wahl nach Rom und Papst Nikolaus III. entschied mit Urkunde vom 13. Januar 1280, dass die Wahl Friedrichs gültig sei und er ihm persönlich die Bischofsweihe spenden wolle. Friedrichs unterlegener Gegenkandidat wurde nach seinem Tod am 8. Dezember 1282 sein Nachfolger. 